# 射擊運動

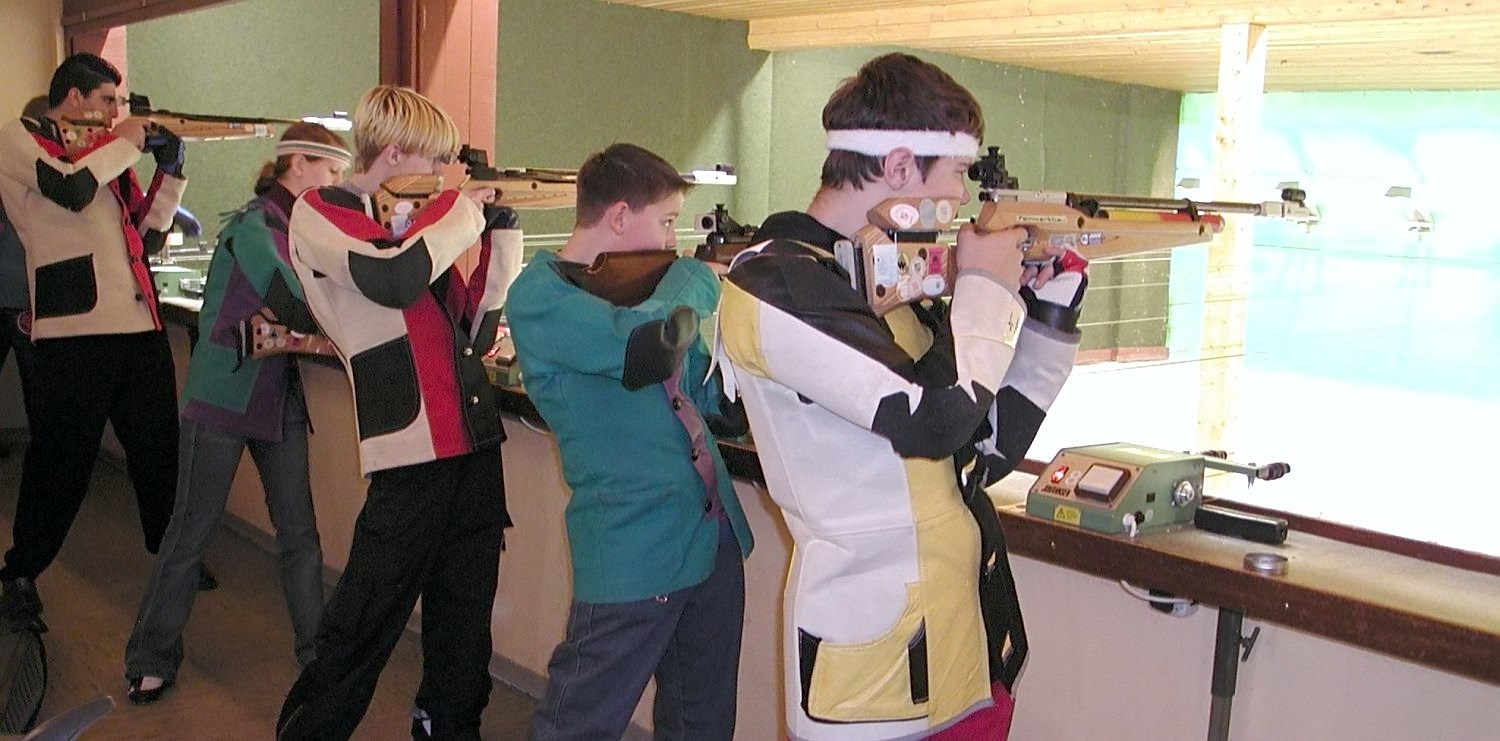
10米气步枪比赛

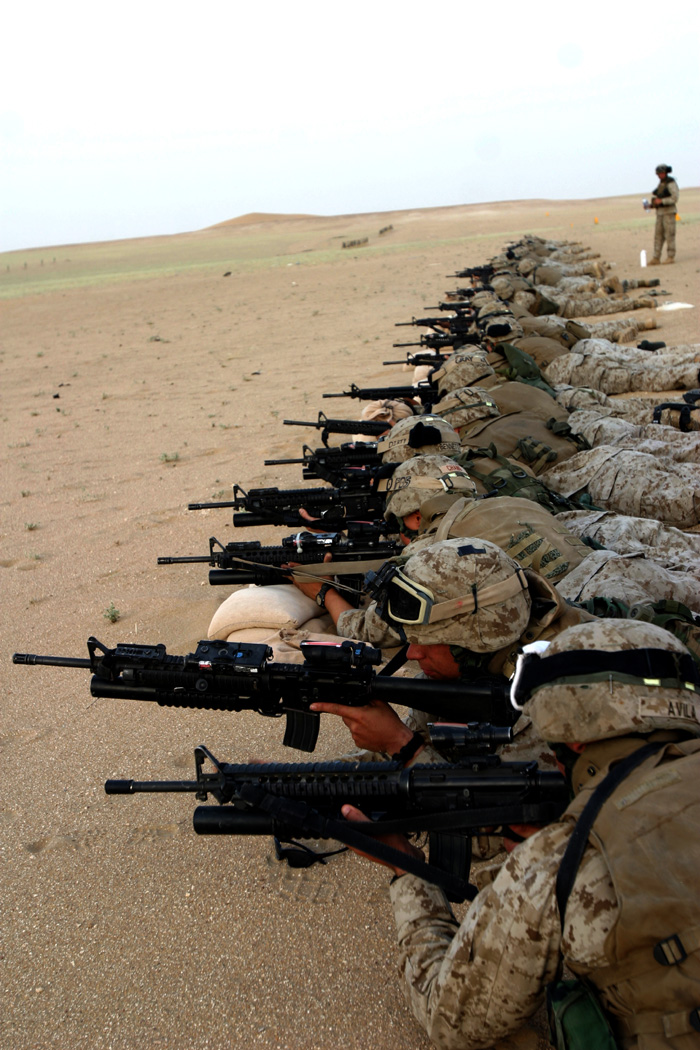
美國海軍陸戰隊的突击步枪打靶训练

射击运动（英語：Shooting sports）是考验个人枪械使用（射击）能力和技巧的各种竞技和休闲运动，是现代奥运会最著名的比賽項目类别之一，也是西方民间历史悠久的一种传统运动。在英文中“shooting”一词可以泛指使用任何远射武器，包括弓箭、弩、弹弓、吹箭等，但是在中文里“射击”一词的定义仅局限为使用轻兵火器和气枪，不包括射箭等运动。

## 歷史
枪械最初是作為戰場上一種具殺傷力的武器（见火铳），其後用於捕獵野生動物的用具。到了现代，枪械在民间还可以用於竞技体育，通常是住靶場內射击标靶，最有代表性的是国际射击联合会（ISSF，旧称UIT）规则的赛事。早在1830年代，槍就可用於打活豬、鸽子、火鸡、玻璃瓶，後來漸漸变化成飛靶、活動靶的比賽。射擊在1896年的第一屆夏季奧運會就被列入比賽項目之一。有趣的是，雖該屆奧運會只限男性參與，但卻開放給女性共同競爭。在1972年，男女子是可混合作賽。直到1984年奧運才有正式的女子射擊賽事。
國際奧委會在歷史上曾多次對奧運會射擊比賽的項目進行調整。1970年代末期，奧運射擊比賽的項目基本固定為四大類：步槍比賽、手槍比賽、飛靶比賽、移動靶比賽。其後，國際射聯持續對奧運射擊項目作出眾多改革。1992年巴塞羅那奧運會，50米移動靶被10米移動靶取代。1996年亞特蘭大奧運會，原本男女混合參加的飛靶比賽，改組為男子和女子各自分開比賽。2008年北京奧運會，為加快「奧運瘦身計划」的步伐，男子10米移動靶和女子雙不定向飛靶項目被取消。

## 規則
射擊運動根据用具种类可分為步槍射擊、手槍射擊、霰弹枪射击和多种枪型搭配的混合射击；根据目标性质可以分为固定靶射击、移動靶射擊、活靶射击（现今大多违法）以及对抗射击（仅限于没有杀伤力的非实弹射击）；根据参与选手的组织情况可以分为个人赛和团体赛。各種類型又可按枪械規格、射擊姿態、活动方法和目標命中需求的区别有不同的规则，比賽方式也不盡相同，但總體來說命中率和精准度更高、用时越少的选手得分越高，得分最高的选手或团体為冠軍。

## 项目种类

### 竞技类

#### 靶心射击
正式的射击运动比赛中最常见的是靶心射击（bullseye shooting），也称精确射击（precision shooting），指追求击中标靶正中心位置的运动项目，重视尽可能的缩小弹着点与瞄准点之间的距离（准度）。因为大部分靶心射击使用的是画有数个同心圆图案的纸靶，所以也称圆靶射击。

##### 步枪
- 10米气步枪（10 m air rifle）
- 50米步枪卧射（50 m rifle prone）
- 50米步枪三姿（50 m rifle 3-positions）
- 现代五项（Modern pentathlon）
- 冬季两项（Biathlon）
- 桌台依托射击（Benchrest shooting）
- 远程射击（Long-range shooting）
  - 大口径步枪（Fullbore Rifle）
    - 帕尔玛式射击（Palma shooting）
    - 法夸尔森级射击（Farquharson-class shooting，简称F-class）

  - 高精度步枪（Precision Rifle Competition）
  - 战术级射击（Tactical-class shooting，简称T-class）

##### 手枪
- 10米气手枪（10 m air gun）
- 25米手枪速射（25 m rapid fire pistol）
- 50米手枪（50 m pistol）
- 30米军用手枪（30 m military pistol，现已取消）

#### 移动靶
- 50米小口径移动靶（50 meter running target）
- 10米气枪移动靶（10 meter running target）
- 小口径步枪移动靶（Moving target small-bore rifle）

奥运已取消该项目

##### 飛靶
指抛向空中的移动靶，最常见的是飞碟射击，主要分三大类。
- 多向飞碟（Trap）
  - 双多向飞碟（Double trap）
- 双向飞碟（Skeet）
- 运动飞碟（Sporting clay）

#### 野地射击
近年来发展较为迅速的野地射击（field shooting）是意图模拟狩猎和狙击场景的射击项目，讲究使用非标准距离、地形和环境条件都相对复杂的户外场所。野地射击通常使用以竖立或悬挂的铁板为主的标靶——即所谓的铁靶（steel target），讲究只要击中目标的有效区域就算得分，不太讲究具体的弹着点。
- 气枪野外靶（Field Target，简称FT）
  - 气枪野外猎靶（Hunter Field Target，简称HFT）
- 极限桌台气枪（Extreme Benchrest，简称BRE）
- 全美步枪联盟（National Rifle League，简称NRL）：用不同姿态和平台射击不同铁靶的远程射击赛事
  - NRL-22：只使用.22 LR射击100碼（91）外目标的NRL规则赛事
- 北欧手枪实地射击（Nordic Handgun Field-Shooting）
- 北欧步枪实地射击（Nordic Rifle Field-Shooting）

#### 实用射击
20世纪80年代出现并开始普及的实用射击（practical shooting）是模拟CQB枪战的一类射击项目，最早是训练执法人员武器实用技能的一种运动，主要使用仿人形轮廓的铁靶，但有时会采取强调高分区和低分区的记分规则。
- 国际实用射击协会（International Practical Shooting Confederation，简称IPSC）
- 国际自卫手枪协会（International Defensive Pistol Association，简称IDPA）
- 多枪射击（Multi Gun），最常见的是手枪、半自动步枪和霰弹枪混用的三枪射击（3-Gun）比赛
  - 牛仔战斗射击（Cowboy action shooting）：使用19世纪枪型（转轮手枪、杆动步枪和双管霰弹枪）带有西部片风格和怀旧情结的三枪射击赛
    - 单动射击射击（Single-Action Shooting Society，简称SASS）：严格限制只使用单动式扳机枪械的牛仔战斗射击赛

### 休闲类

#### 个人类
- 休闲打靶（Plinking）
- 运动狩猎（Sport hunting）
- 光枪射击（Light gun shooting）

#### 团体类
团体形式的休闲射击通常使用非致命的低功率气枪和玩具枪进行对抗游戏。
- 漆彈（Paintball）
- 生存游戏（Airsoft）
- 鐳戰（Laser tag）
- 水弹（Gelsoft）
- 水枪（Watergun）

## 世界紀錄与奧運會紀錄
- 參見射擊紀錄列表

## 外部連結
- International Shooting Sport Federation （页面存档备份，存于）